# Championnats d'Europe de char à voile 1984
Navigation
1983 1985
Les 22e championnats d'Europe de char à voile 1984, organisés par le pays hôte sous l'égide de la fédération internationale du char à voile, se sont déroulés à Sankt Peter-Ording en Allemagne,.

## Podiums
| Épreuve  | Or                     | Argent           | Bronze               |
| -------- | ---------------------- | ---------------- | -------------------- |
| Classe 2 | Henri Demuysere        | Pascal Demuysere | Pierre Nyssens       |
| Classe 3 | Hans Werner Eickstädt  | Bertrand Lambert | Jan Vercammen        |
| Classe 5 | Jean Philippe Krischer | Mark White       | Christian Deffrennes |

| Épreuve  | Or                | Argent                      | Bronze         |
| -------- | ----------------- | --------------------------- | -------------- |
| Classe 3 | Goede Suster Wulf | Kirsten Anton               | Sylvie Fajou   |
| Classe 3 | Christine Touati  | Véronique Ribaud de Gineste | Roswitha Jesse |

## Tableau des médailles par nation
| Rang | Nation      | Or | Argent | Bronze | Total |
| ---- | ----------- | -- | ------ | ------ | ----- |
| 1    | Belgique    | 1  | 1      | 2      | 4     |
| 1    | France      | 1  | 1      | 1      | 3     |
| 1    | Allemagne   | 1  | -      | -      | 1     |
| 3    | Royaume-Uni | -  | 1      | -      | 1     |

| Rang | Nation    | Or | Argent | Bronze | Total |
| ---- | --------- | -- | ------ | ------ | ----- |
| 1    | Allemagne | 1  | 1      | 1      | 3     |
| 1    | France    | 1  | 1      | 1      | 3     |